# Tatra KT4
Tatra KT4 — зчленований двосекційний односторонній трамвайний вагон, що серійно виготовлявся з 1973 по 1997 роки чехословацьким підприємством «ČKD Tatra» у м. Прага. Вагони експлуатуються передовсім у постсоціалістичних країнах Європи. Розшифрування абревіатури KT4 — Kloubovy tramvaj 4 — зчленований трамвай з 4 осями.

## Характеристики

### Кузов і салон
Кузов вагону складається з двох частин, які поворотно з'єднані шарніром під підлогою та на даху. Кожна секція розташована на своєму візку. Для однозначного визначення кінематичної зв'язки між візками та кузовом, в просторі під вагоном знаходиться тяговий механізм, який в залежності від взаємного повороту візків відхиляє середину кузова в місці знаходження шарніру і гарантує взаємний поворот секцій кузова, а цим і оптимальний проїзд кривої.
Tatra KT4 мають панорамні вікна та окутні форми. У вагоні четверо дверей з шириною прорізу 1300 мм. Вентиляція пасажирського салону забезпечується 4 -ма люками та кватирками. 

### Технічні характеристики
Візок вагона має просту конструкцію. Кількість складових елементів по два. Рама візка складається з двох еластично з'єднаних підрам. Ресорне підвішування між рамою візка і люлькою здійснюється за допомогою гумових та сталевих пружин. На кожному візку поміщено два тягових двигуна з системою охолодження. З'єднання між двигунами та редуктором здійснюється за допомогою карданного валу. Редуктор на осі — двоступінчастий, з циліндричною і конічною зубчастою передачею. Він може бути використаний також і як гипоїдний.
Кожен візок має два електромагнітні рейкові гальма, які живляться від батареї напругою 24В, дані гальма використовуються як екстрені. На валу кожного двигуна працюють механічні є дискові гальма з електричним соленоїдом, яке починаючи з швидкості 4 км/год діє як догальмовуюче а згодом і як стоянкове. Візки в заводському виконанні існують в модифікаціях для колії 1000 мм, 1435 мм, 1450 мм та 1458 мм. Вживані вагони які були придбані з візками 1435мм. преобладнали під колію 1524мм. шляхом заміни осей.
На головній панелі водія (пульті) розміщені всі важливі елементи сигналізації та управління. Ліворуч заходиться перемикач відключення контактного дроту — заземлення і високовольтні запобіжники. Кабіна водія опалюється калориферами. У задній частині вагону, для маневрування трамваєм без пасажирів, передбачений допоміжний пульт управління вагоном (на вагонах KT4SU з 1984 р.в. така опція не встановлена)
Вагон типово оснащений системою керування з однороликовим прискорювачем PCC, проте існує модифікація KT4Dt з тиристорно-імпульсною системою керування (ТІСУ) типу TV3, такі вагони були виготовлені на замовлення м. Берлін. Тягові двигуни ТЕ-023 з'єднані послідовно; кожна група двигунів управляється одним тиристорного-імпульсним перетворювачем. Імпульсних перетворювачі управляються електронним регулятором формою логічних сигналів, що є вигідним особливо при управлінні у системі багатьох одиниць.
Для зарядки акумуляторної батареї використовується мотор-генератор, у версії KT4Dt - використаний статичний перетворювач. Завдяки виключенню мотор-генератора в низьковольтній мережі (24В) підвищилася електрична ефективність і експлуатаційна надійність вагона. В модифікації КТ4t, як складова частина електричного оснащення, змонтована система захисту від буксованія і юза, яка покращує використання адгезійну маси і захищає моноблок від підвищеного зносу.

## Модифікації

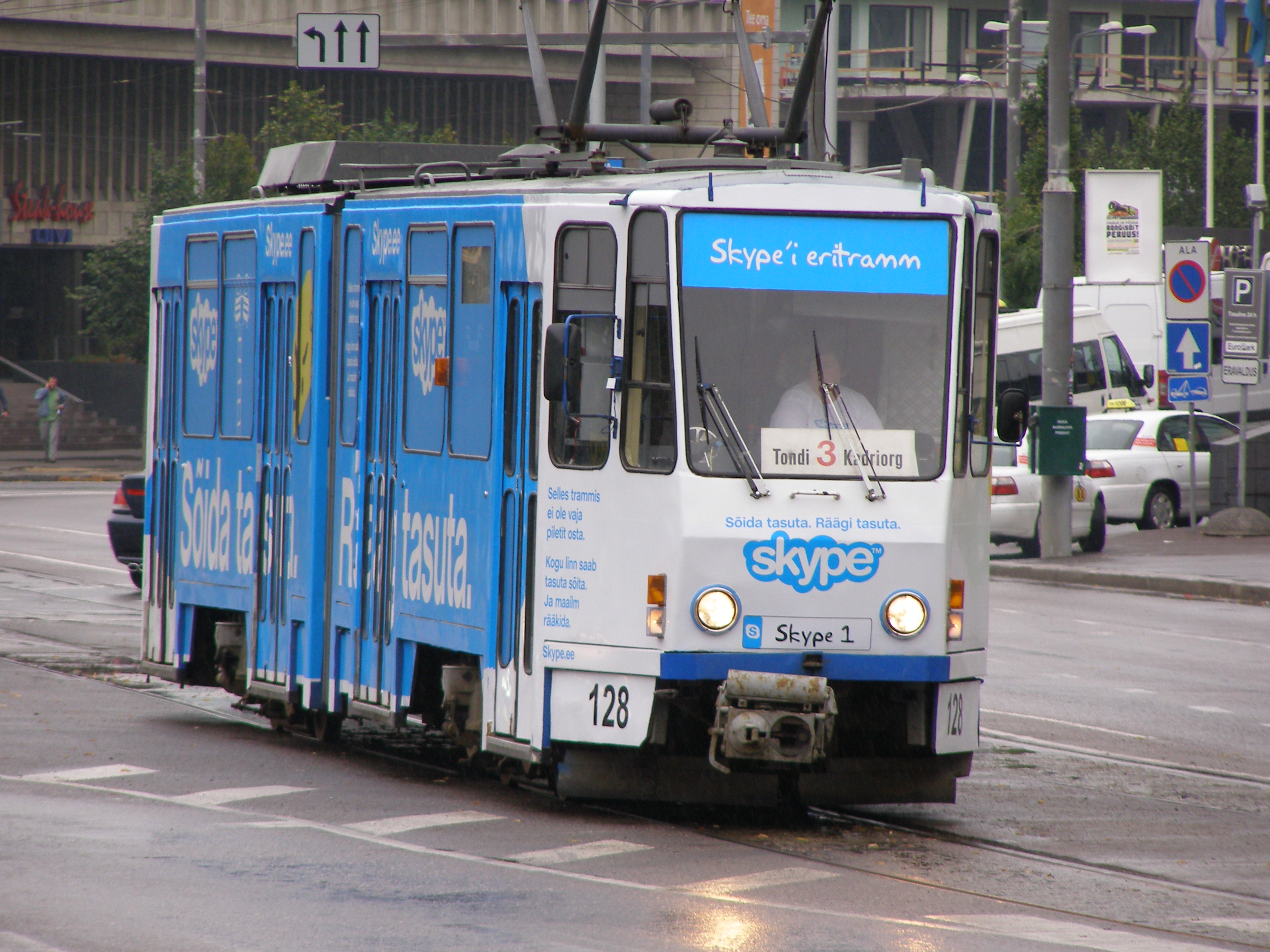
Tatra KT4SU в Таллінні

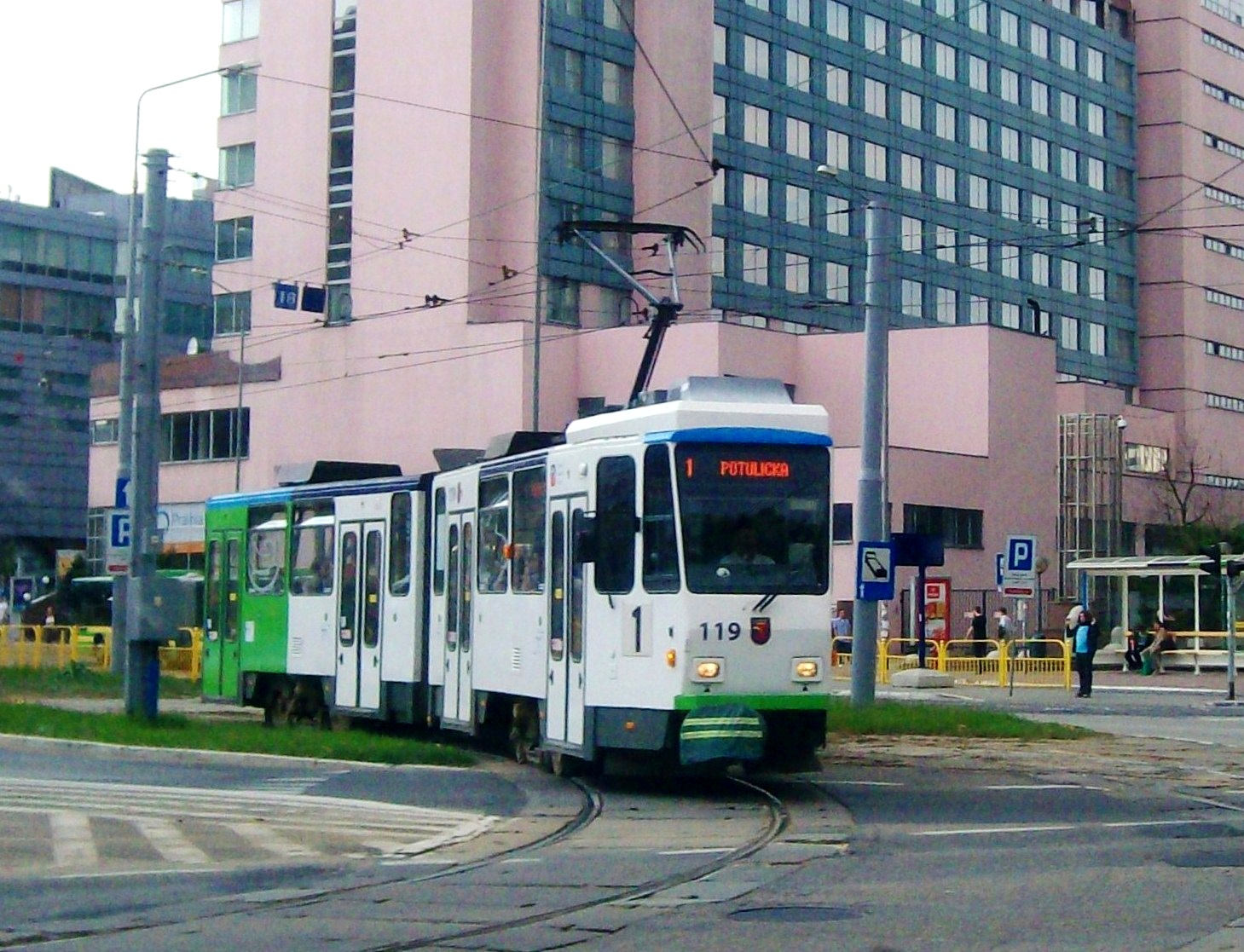
Tatra KT4DtM в Щецині (куплений з Берліна)

Традиційно для вагонів «Tatra», KT4 модифікувалися окремо для кожної країни, в яку поставлялися. Від цього залежить перша буква приставки. Інші букви у приставці осначають постзаводські модифікації вагонів (капітальні ремонти з видозмінами).
- Tatra KT4D — заводська модифікація, що вироблялася для Німецької Демократичної Республіки. Це — початковий варіант моделі Tatra KT4. Перші пробні екземпляри були виготовлені у 1969 та 1973 роках. Вони пройшли випробування у Празі і були направлені у Потсдам. Серійне виробництво вагонів розпочалося у 1974 році.
- Tatra KT4SU — заводська модифікація для Радянського Союзу. Перші прототипи KT4SU були створені у 1976 році, після випробувань в Празі вони надійшли до Львова. Серійне виробництво Tatra KT4SU почалося у 1980 році.
  - Tatra KTNF6[1] — модернізація вагонів Tatra KT4SU в Таллінні. Полягає у вчленуванні між двох частин кузова вагону низькопідлогової вставки, заміни тягових двигунів на більш потужніші та застосування тягового перетворювача на базі IGBT-модулів.[2]
- Tatra KT4YU — моторна заводська модифікація для Югославії, що вироблялася з 1980 року.
- Tatra KT4YM YUB — моторна заводська модифікація для Сербії  що вироблялася з 1997 року на базі тягового інвертора IGBT

## Модернізація
Tatra KT4DM - Проект модернізації старих вагонів KT4D, у німеччині на заводі Waggonbau Bautzen, підприємством Deutsche Waggonbau AG в період 1993-1998роки. Проект включав в собі ремонт несівної системи рами кузова, заміну електробладнання на нові сучасні електронні імпульсні інвертори AEG, заміна пантографа на автоматичний, установка інформаційних систем, систем безпеки вагона, заміну дверей сучасні прислонно розсувні та приводів дверей, заміну візків, колісних пар та редукторів на нові.
Tatra KT4DC Особливістю модернізації є встановлення нового тягового та допоміжного електронного обладнання, зокрема застосовувались тягові інвертори Vossloh-Kiepe, AEG, Cegelec TV Progress

## Міста, в котрих експлуатуються трамвайні вагони Tatra KT4
В таблиці подані дані щодо заводських поставок вагонів. Подальші купівлі-продажі/передання вагонів між містами в таблиці не відображені.
| Країна    |  | Місто                 | Тип              | Роки поставок       | Кількість, шт | Реєстраційний номер                                               | Примітки                                              |  |
| Естонія   |  | Таллінн               | KT4SU            | 1980–1990           | 73            | 51-123                                                            |                                                       |  |
| Латвія    |  | Лієпая                | KT4SU            | 1983–1988           | 22            | 216-235                                                           | номери 220 і 221 дублювалися                          |  |
| Німеччина |  | Берлін                | KT4D             | 1976–1987           | 574           |                                                                   |                                                       |  |
| Німеччина |  | Бранденбург-на-Гафелі | KT4D             | 1979–1983           | 16            | 170-185                                                           |                                                       |  |
| Німеччина |  | Ерфурт                | KT4D             | 1976–1990           | 156           | 401-555                                                           | номер 404 дублювався                                  |  |
| Німеччина |  | Франкфурт-на-Одері    | KT4D             | 1987–1990           | 34            | 201-234                                                           |                                                       |  |
| Німеччина |  | Гера                  | KT4D             | 1978–1990           | 60            | 301-344, 348–363                                                  |                                                       |  |
| Німеччина |  | Гьорліц               | KT4D             | 1983–1990           | 11            | 001-011                                                           |                                                       |  |
| Німеччина |  | Гота                  | KT4D             | 1981–1982           | 6             | 301-306                                                           |                                                       |  |
| Німеччина |  | Котбус                | KT4D             | 1978–1990           | 65            | 1-65                                                              |                                                       |  |
| Німеччина |  | Лейпциг               | KT4D             | 1976                | 8             | 1301-1308                                                         |                                                       |  |
| Німеччина |  | Плауен                | KT4D             | 1976–1988           | 35            | 201-235                                                           |                                                       |  |
| Німеччина |  | Потсдам               | KT4D             | 1974–1983           | 45            | 001-044                                                           | номер 011 дублювався                                  |  |
| Німеччина |  | Цвіккау               | KT4D             | 1987–1990           | 32            | 928-954                                                           | номери 945–949 дублювалися                            |  |
| Росія     |  | Калінінград           | KT4SU            | 1987–1994           | 41            | 401-441                                                           |                                                       |  |
| Росія     |  | П'ятигорськ           | KT4SU            | 1988–1994           | 35            | 120-154                                                           |                                                       |  |
| Сербія    |  | Белград               | KT4YU            | 1980–1997           | 220           | 201-420                                                           |                                                       |  |
| Україна   |  | Вінниця               | KT4SU            | 1980–1990           | 81            | 148-228                                                           |                                                       |  |
| Україна   |  | Євпаторія             | KT4SU            | 1987–1990           | 18            | 30-47                                                             |                                                       |  |
| Україна   |  | Житомир               | KT4SU            | 1981–1987           | 20            | 19-38                                                             |                                                       |  |
| Україна   |  | Запоріжжя             | KT4DM            | 2017-2018           | 15            |                                                                   |                                                       |  |
| Україна   |  | Львів                 | KT4SU KT4D KT4DM | 1976–1988 1979-1987 | 147 26 30     | 1001-1145,1159,1172-1173 1150-1158,1160-1171,1174-1178, 1188-1218 | KT4D №1159 згорів, KT4SU №1008 перенумерували в №1159 |  |
| Хорватія  |  | Загреб                | KT4YU            | 1985–1986           | 51            | 301-351                                                           |                                                       |  |

У 2000-х роках колишні східнонімецькі міста у зв'язку з оновленням рухомого складу здійснювали активний розпродаж вагонів Tatra KT4D. Всі вони перед цим пройшли ремонт у Німеччині, тому перебували у хорошому стані. Через це порушилася заводська класифікація моделей. Такі вагони активно закуповували такі міста, як Львів, Таллінн, Галац, Щецін, П'ятигорськ, Алм-ати та інші.

## Трамвайні вагони Tatra KT4 в Україні
Перші два вагони прибули у м. Львів (спочатку отримали номери 1 і 2, але потім їх перенумерували на 1001 і 1002) у 1976 році. Це були два перші випробовувальні вагони модифікації «Tatra KT4SU». З 1980 року починається серійне виробництво вагонів цієї модифікації. У Львів вони надходять у 1980–1988 роках загальною кількістю 145 вагонів. У 2008 році Львів купив 22 вживані вагони Tatra KT4D з німецьких міст Ерфурт та Гера. У 2012 році м. Вінниця подарувала два вагони. У 2013 році було куплено ще 5 вживаних вагонів Tatra KT4D у місті Ерфурт. В 2018 році 800 тисяч Евро було витрачено на купівлю 30-ти вживаних трамваїв Tatra KT4DM, які експлуатувались у м. Берлін.